# Swear It Again
Swear It Again är en låt av pojkbandet Westlife. Låten släppes 12 april 1999 och är gruppens första officiella singel.